# Delia cyclocera
Delia cyclocera är en tvåvingeart som beskrevs av Hsue 1981. Delia cyclocera ingår i släktet Delia och familjen blomsterflugor. Inga underarter finns listade i Catalogue of Life.